# 부산동부청소년비행예방센터
부산동부청소년비행예방센터 또는 부산청소년꿈키움센터는 지역사회 청소년의 비행을 예방하고 이들의 건전한 성장을 도모하기 위하여 설립된 대한민국 법무부 부산소년원 소속기관으로 부산동부청소년비행예방센터장(5급)은 보호사무관으로 보한다. 부산광역시 연제구 법원북로 33 5층에 위치하고 있다.

## 연혁
- 2014년 12월 22일 부산동부청소년꿈키움센터 개청[1]